# 松本壮馬
松本 壮馬（まつもと そうま、2002年10月20日 - ）は、ジャパンラグビーリーグワンの浦安D-Rocksに所属しているラグビーユニオン選手。

## 略歴
石見智翠館高等学校ラグビー部（島根県江津市）では、主将を務めた。全国高等学校合同チームラグビーフットボール大会（KOBELCO CUP）に、U17中国で出場した。
2021年、関西学院大学に入る。4年時には、関東ラグビーフットボール協会100周年記念大会に西軍代表としてプレーした。
2025年1月20日、ジャパンラグビーリーグワンの浦安D-Rocksへ、アーリーエントリーによる入団を発表した。同年2月15日に行われたJAPAN RUGBY LEAGUE ONE第8節交流戦ブラックラムズ東京戦にて途中出場でリーグワン公式戦初出場を果たした。同年3月、関西学院大学卒業。